# Панк
Панк, па́нки (англ. punk — перен. разг. «хулиган», «шпана», «дрянь») — субкультура, возникшая в конце 1960-х — начале 1970-х годов в Великобритании, США, Канаде и Австралии. На данный момент делится на стрит-панк, краст-панк, анархо-панк и просто панк, объединяющий в себе элементы всех подвидов движения.
Такие группы, как The Stooges, Ramones и Sex Pistols, считаются первыми группами, игравшими музыку в стиле «панк-рок».
С панк-роком тесно связано имя известного американского художника Энди Уорхола и продюсированной им группой Velvet Underground; их солист Лу Рид считается отцом-основателем альтернативного рока, течения, которое тесно связано с панк-роком.

## Этимология
Среди значений, в зависимости от контекста, могло быть просто «подонок», «негодяй» или «пакостник», во всех остальных случаях как эмоциональное нецензурное выражение. На уличном жаргоне так называли проституток. Именно в этом значении слово «панк» встречается в пьесе Уильяма Шекспира «Мера за меру».

## Истоки и влияния
Панк берёт своё начало в 1960-х годах, когда под влиянием The Beatles и The Rolling Stones стало появляться много молодёжных команд, исполняющих рок-н-ролл.
Относительно сырой и грубый (raw) звук, основанный всего лишь на нескольких аккордах, можно обнаружить в таких классических произведениях того времени, как «You Really Got Me» группы The Kinks. Родителями панка такого, каков он есть, была нью-йоркская группа The Ramones. Они первые начали классифицировать себя как панков, создали внешний стиль и стиль игры. К концу 1960-х годов вызывающе примитивное звучание, в соединении с вульгарной манерой поведения на сцене, стала культивировать американская команда The Stooges. Её лидер Игги Поп отвергал музыкальную утончённость, ценил в рок-н-ролле необузданный драйв, выступал на концертах вымазанным в собственной крови и заканчивал бесчинства на сцене «нырянием» в толпу зрителей.
Хард-рок группа Black Sabbath в 1970 году записала композицию "Paranoid" (на одноименном альбоме), которая в музыкальном плане оказалась типичным панк-роком, ещё до того, как панк-рок оформился в самостоятельный жанр. В идейном же плане "панковой" стала песня "War Pigs" из того же альбома.
Связующим звеном между движением панков и предыдущим поколением битников выступила «крёстная мать панк-движения» Патти Смит.
Американский музыкант и общественный деятель Эд Сандерс, сыгравший важную роль в развитии контркультуры, в одном из интервью заявил, что панки выросли из «люмпен-хиппи».

## Идеология
Панки придерживаются различных политических взглядов, но в большинстве своём они являются приверженцами социально направленных идеологий и прогрессивизма. Распространенными воззрениями являются стремление к личной свободе и полной независимости (индивидуализм), нонконформизм, принципы «не продаваться», «полагаться на самого себя» (DIY — Do it yourself — «Сделай сам») и принцип «прямого действия» (direct action). Панки обычно выступают против любых форм авторитаризма, против патернализма и истеблишмента. Другие направления в политике панков включают в себя нигилизм, анархизм, хаосизм, социализм, антиавторитаризм, антипатернализм, антиистеблишмент, антимилитаризм, пацифизм, антикапитализм, антипотребительство, антирасизм, антисексизм, антинационализм, антифашизм, антиэйджизм.
Некоторые панки придерживаются консервативных взглядов либо аполитичны (см. хоррор-панк).

## Фэнзины
Панк-культура создала значительное количество поэзии и прозы. Среди известных панк-поэтов следует отметить Патти Смит, Ричарда Хелла, Джона К. Кларка, объединение «The Medway Poets», а также Джима Кэрролла, чьи автобиографические работы считаются первыми из образцов панк-прозы.
Издавалось довольно большое количество фэнзинов (punk-zines), среди которых стоит упомянуть Maximum Rock-n-Roll, Punk Planet, CometBus, Flipside, Search and Destroy. Первым из такого рода изданий стал журнал Punk, основанный в 1975 году Легсом Макнилом, Джоном Хольстромом и Гедом Данном.
О панке написано множество художественных и документальных книг. Также с понятием «панк» тесно связаны такие литературные жанры, как киберпанк, дизельпанк и стимпанк.

## Внешний вид панков
Панки отличаются пёстрым, эпатажным имиджем.
- Многие панки красят волосы в яркие неестественные цвета, начёсывают и фиксируют их лаком, бриллиантином или гелем, чтобы они стояли торчком. В 1980-х годах у панков стала модной причёска «ирокез». Носят рваные джинсы, заправленные в тяжёлые ботинки или подвёрнутые под тяжёлые ботинки (Dr. Martens) и кеды (Converse). Некоторые предварительно вымачивают джинсы в растворе отбеливателя, чтобы те пошли рыжими разводами. Манеру носить кеды начала группа Ramones, а саму эту манеру они переняли у мексиканской шпаны (также именуемой как «латиносы»).

- Куртка-косуха c множеством клёпок, рисунков и значков — была перенята как атрибут из 1950-х, когда мотоциклетная субкультура Рокеров[англ.] и рок-н-ролл были неотделимыми компонентами. Панки первой волны стремились вернуть рок-музыке ту нарочитую задиристость и драйв, которые со временем отняла массовая коммерциализация музыки.
- В одежде преобладает стиль «DEAD», то есть «мёртвый стиль». Панки наносят черепа ☠️ и знаки на одежду и аксессуары.
- Также панки носят различные атрибуты рокерских субкультур: напульсники, браслеты (преимущественно кожаные, с шипами, заклёпками и цепями и т. п.), также, зачастую, делают их сами. Многие панки делают татуировки.
- Панки зачастую носят рваные, протёртые джинсы; прицепляют к джинсам цепи, так же пришивают к джинсам различные нашивки, например с логотипами любимых панк-групп и политическими лозунгами.

## Родственные субкультуры
- Моды — предшественники и современники панков. Оказали влияние на панк-рок. Музыка модов — ска, соул.
- Straight edge-ры — движение, порождённое ранней американской хардкор-панк-сценой начала 1980-х, характернейшей особенностью которой является отказ от наркотиков, алкоголя и табака, а также от беспорядочных половых связей.
- Битники.

## Субкультуры в рамках панк
Субкультуры панка состоят из различных подгрупп, которые отличаются друг от друга различными подходами, музыкой и стилями одежды. Некоторые из этих групп являются антагонистическими по отношению друг к другу, и есть широкое несогласие с более крупными субкультурами.
| Субкультура       | Истоки                                                                    | Музыка | Главные группы | Идеология и лирика | Стиль |
| ----------------- | ------------------------------------------------------------------------- | --- | --- | --- | --- |
| Анархо-панк       | 1970-е и 1980-е Великобритания                                            | Анархистский панк-рок                                                                                     | MDC, Crass, Conflict, Flux of Pink Indians, Subhumans, | Анархизм и другие политические и социальные темы | Анархистская символика, высокие ботинки, кеды, самодельная одежда, окрашенные волосы.                                                            |
| Кельтский панк    | 1970-е, Ирландия и Великобритания                                         | Панк-рок, Celtic music, Oi!, кельтский рок                                                                | Dropkick Murphys, Flogging Molly, The Real McKenzies, The Pogues, Real Blackbeards | Шотландские, ирландские или валлийские темы, различные духовные или социальные вопросы, застольные песни, чёрный юмор, рабочий класс | Влияние панк- и скинхед-культуры, влияние кельтского культурного наследия                                                                        |
| Краст-панк        | Конец 1980-х и ранние 1990-е, анархо-панк                                 | Схожесть с грайндкором, элементы D-beat, анархо-панка, хэви-метала, хардкора                              | Amebix, Doom, Nausea, Antisect | Анархизм | Символика анархизма, DIY одежда |
| Готик-рок         | Конец 1970-х, глэм-рок, панк-рок, психоделический рок, хард-рок           | Постпанк, дарквейв, готик-рок, дэт-рок                                                                    | Siouxsie & The Banshees, Bauhaus, Joy Division, Sisters of Mercy, Christian Death, 45 Grave, The Cure, Killing Joke, Cocteau Twins                                                    | Фильмы ужасов, нигилизм, отчуждение, апатия | Чёрная одежда, разорванные сетчатые майки, мейк-ап, «темные ирокезы», обувь Dr. Martens                                                          |
| Фолк-панк         | Конец 1970-х, Великобритания                                              | Фолк-музыка и панк-рок                                                                                    | The Pogues, Attila the Stockbroker, Billy Bragg, Defiance, Ohio, The Levellers | Множество тем, включая левые политические взгляды | Различные стили, DIY-мода |
| Глэм-панк         | В начале 1970-х, северо-восток Соединенных Штатов                         | Прото-панк, глэм-рок                                                                                      | New York Dolls, Hanoi Rocks, D Generation | Эстетизм, дендиизм, нарциссизм, рекреационное использование наркотиков | Модная одежда, косметика, фетиши |
| Гаражный панк     | Детройт, поздние 1980-е; начало 1990-х, Япония                            | Убыстренный гаражный рок, элементы серф-рока, пауэр-попа, хардкора, психоделического рока                 | Guitar Wolf, New Bomb Turks, The (International) Noise Conspiracy, Гражданская оборона.                                                                                               | Рабочий класс, «Back To Basics», независимые лейблы, левая идеология, отчаяние, призыв действовать. | Смешение рок, панк и гранж стилей |
| Хардкор-панк      | Ранние 1980-е, к настоящему времени Северная Америка и Великобритания     | Быстрые и тяжелые версии панк-рока                                                                        | The Casualties,The Exploited, Black Flag, Circle Jerks, Dead Kennedys, D.O.A. (группа), Rattus, Agnostic Front, 7 Seconds, Crucifix, Bad Brains, Discharge, Kaaos, Minor Threat, NOFX | Различные темы, иногда политические: антивоенные, социальные темы. | Одежда «рабочего класса», спортивная одежда (Adidas и тому подобное), короткая стрижка (иногда дреды). Косухи, мотоциклетные сапоги, патронтажи. |
| Хоррор-панк       | Поздние 1970-е, Нью-Джерси                                                | Панк или хардкор, с элементами рокабилли, лирика — а-ля фильмы ужасов                                     | The Misfits, The Undead, Wednesday 13, Король и шут | Фильмы ужасов и научная фантастика | Чёрная одежда, трупные пятна, девилок, скелеты.                                                                                                  |
| Oi!               | Паб-рок, панк-рок, «футбольные кричалки», конец 1970-х                    | Стандарт (гитары+ударные), разовый припев, упрощенные мелодии                                             | Skrewdriver, Cock Sparrer, Cockney Rejects, Angelic Upstarts, The 4-Skins, The Blood, Sham 69, Los Fastidios.                                                                         | Социализм, популизм, околофутбольные темы, рабочий класс. | Стиль британских панков и скинхедов 1980-х годов, Dr. Martens, плоские кепки, джинсы Levi Strauss & Co., косухи                                  |
| Христианский панк | 1980s EE.UU. Латинская Америка                                            | панк-рок, краст-панк, хардкор-панк, панк-мелодико, анарко-панк, Oi.                                       | Headnoise, Relient K, Officer Negative, Dios Kon Noxotrox Архивная копия от 19 мая 2021 на Wayback Machine                                                                            | Они очень разные. Некоторые из них имеют анархистскую доктрину Льва Толстого, другие поэтические, есть тексты на социальные темы, некоторые евангелисты с реалистичными текстами и сосредоточены на Христе и Библии. | Влияние панк- и скинхед-культуры. |
| Поп-панк          | Поздние 1970-е, Великобритания                                            | панк-рок с влиянием различных жанров поп-музыки                                                           | Buzzcocks, Blink-182, The Queers, The Offspring, Sum41, Billy Talent, Avril Lavigne, Green Day, Simple Plan, Zebrahead                                                                | Политика, взаимоотношения, секс, сортирный юмор, многое другое | Косухи, кеды Chuck Taylor All-Stars, бейсбольные кепки, галстуки, клетчатые рубашки                                                              |
| Queercore         | середина 1980-х, американской панк-хардкор                                | Диапазон стилей панк                                                                                      | God Is My Co-Pilot, Pansy Division, Team Dresch, Limp Wrist, | Права секс-меньшинств, гендерное равноправие | Сходство с хардкор-панком |
| Riot Grrrl        | Ранние 1990-е Сиэтл, Олимпия, и вашингтонский хардкор-панк                | панк под влиянием альтернативного рока                                                                    | Bratmobile, Bikini Kill, Free Kitten, Sleater-Kinney, Hole | Феминизм, права женщин в современном обществе; имеет связи с queercore | Киндерхор |
| Скам-панк         | 1990-е, американской панк и хардкор shock rock художников, как Элис Купер | Умышленно размытый и громкий звук, с низкой музыкальностью                                                | GG Allin, The Scumfucs, Antiseen | Трансгрессивное искусство, темы секса, насилия, табуированные темы | |
| Ска-панк          | 1980-е, Северная Америка, Испания и Великобритания                        | Типичный панк-рок плюс духовые инструменты; влияние 2 Tone, хардкор-панк и поп-панк                       | The Mighty Mighty Bosstones, Ska-P, Operation Ivy, Rancid, Kemuri, Distemper, Less Than Jake                                                                                          | антирасизм, единство (unity), личная лирика | Смешение и влияние 2 Tone, поп-панк, хардкор-панк                                                                                                |
| Скейт-панк        | Ранние 1980-е, Калифорния, скейтбординг                                   | Сходство с хардкор-панком, поп-панком и ска-панком; появление динамичного жанра на их основе — скейт-панк | JFA, Big Boys, Drunk Injuns, Septic Death, Pennywise, Diesel Boy, Good Riddance. Offspring Green Day                                                                                  | анти-авторитаризм, экстремальный спорт | Sagging clothes, одежда скейтеров, trucker hats                                                                                                  |
| Сёрф-панк         | 1980-е, Калифорния, хардкор-панк                                          | Хардкор-панк, Сёрф-рок                                                                                    | Agent Orange, and others led the way for the surf punk movement. | Окружающая среда, Океан | Одежда различная, но большинство носят короткие стрижки, короткие шорты и скейтерскую обувь.                                                     |
| UK 82             | 1980-е, Великобритания                                                    | Элементы Oi! и хардкора; убыстренный саунд                                                                | The Exploited, Charged GBH, The Varukers, Vice Squad | Рабочий класс, темы бедных районов; политика | Стиль британских панков 1980-х |
| Hard Blood Shock  | 1980-е, Югославия                                                         | Панк-рок с элементами балканской этники.                                                                  | Satan Panonski | Табуированые темы, мистика, эротика, гомосексуальность | |
| Сибирский панк    | 1980-е СССР                                                               | Панк-рок, начавший свой путь за Уралом на территории нынешней России                                      | Гражданская Оборона, Егор Летов, Коммунизм, Инструкция по выживанию | Текстоцентризм, пренебрежительное отношение к внешней атрибутике панк-рока и его карнавальной эстетике, на смену которой пришла эстетика юродства, радикальный антитоталитаризм и философская направленность, в музыкальном плане — зачастую «грязный», шумовой звук. К концу 1980-х годов характерной чертой сибирского панка стала также открытость русскому фольклору, некоторое «почвенничество». | |

## Субкультуры, вышедшие из панка
Некоторые субкультуры в начале были тесно связаны с панк-субкультурой, но в дальнейшем стали отдельным.
| Субкультура   | Истоки                                                            | Музыка                                                                                | Главные группы                                                                 | Идеология и Лирика | Мода |
| ------------- | ----------------------------------------------------------------- | ------------------------------------------------------------------------------------- | ------------------------------------------------------------------------------ | --- | --- |
| Готы          | Поздние 1970-е, британский постпанк и панк-рок                    | Готик-рок                                                                             | Bauhaus, Joy Division, The Sisters of Mercy, Siouxsie & the Banshees, The Cure | Фильмы ужасов, нигилизм, отчаяние, отчуждение воодушевленность культом смерти и иными «тёмными» темами, мрачный внешний вид                                                          | Черная одежда, напульсники, цепи, ошейники. Лицо максимально выбелено, глаза подведены черным карандашом. |
| Грайндкор     | Поздние 1980-е, американский хардкор-панк и британский краст-панк | Грайндкор и его производные                                                           | Napalm Death, Extreme Noise Terror, Carcass, Terrorizer                        | Леворадикальные и анархические взгляды, смерть, секс, чёрная комедия | Разные стили, стили тяжелого металла и т. п.                                                              |
| Гранж         | Середина 1980-х, Сиэтл, Вашингтон                                 | Гранж, пост-гранж                                                                     | Nirvana, Mudhoney, Soundgarden, Alice in Chains, Pearl Jam                     | Отчуждение, отчаяние, нигилизм, анти-сексизм, Поколение X | Неряшливые, фланелевые рубашки, порванные джинсы, длинные волосы, обувь фирмы Converse или Dr. Martens    |
| Хардлайн      | Конец 1980-х/1990-е, straight edge                                | Хардкор, металкор                                                                     | Vegan Reich, Raid                                                              | Авторитаризм, anti-abortion, heterosexism, веганизм, deep ecology, движение straight edge .Многие из них связаны с Авраамическими религиями, в частности с Исламом Растафарианством. | Разный стиль, в основном тип одежды панк-хардкорщиков                                                     |
| Инди          | Середина 1980-х, США, Великобритания                              | Альтернативный рок, Гаражный панк, Экспериментальный рок, Глитч, Пауэр-поп            | R.E.M., The Smiths, Sonic Youth, Pavement, The White Stripes                   | Независимые лейблы, региональное разнообразие, grassroots fanbases | Различные стили                                                                                           |
| Mod revival   | Поздние 1970-е, Великобритания                                    | Влияния от 1960-х годов мода связанных жанров; 1970-х годов панк и поп-панк пауэр-поп | джем, Секретное дело, Пурпурные сердца                                         | эстетизм, самовлюбленность, эскапизм (танцы), проблемы молодежи, рабочий класс, популизм                                                                                             | Костюмы, военные парки, Fred Perry и Ben Sherman, футболки                                                |
| Новая волна   | Середина 1970-х, Нью-Йорк, прото-панк                             | Новая волна                                                                           | Blondie, Elvis Costello, Talking Heads                                         | Более поп-ориентировано | Мейнстримовая одежда, пиджаки, влияние поп-арта                                                           |
| Сайкобилли    | Конец 1970-х, США; начало 1980-х, Великобритания                  | Смесь из панк-рока и рокабилли, вместо бас-гитары используется контрабас              | The Cramps, The Meteors, Demented Are Go, Nekromantix                          | Рокабилли, темы из фильмов ужасов и научной фантастики | Косухи, джинсы, татуировки, стиль 1950-х годов                                                            |
| Straight Edge | 1980-е, вашингтонский хардкор                                     | Хардкор, heavy metal, metalcore, Hip-Hop some indie rock and Emo                      | Fugazi, Youth of Today, Slapshot, Earth Crisis, Minor Threat                   | Полный отказ от наркотиков, алкоголя, табака, разборчивость в половых связях. | Спортивная одежда, камуфлированные шорты, знаки X на тыльной стороне ладони                               |

## Упоминания в искусстве

### В литературе
- Легс Макнил и Джиллиан Маккейн. «Прошу, убей меня!»
- Майкл Тернер. «Эмблема тяжёлого рока»
- Фред и Джуди Верморел. «Sex Pistols: Подлинная история»
- Крейг О’Хара. «Философия панка: больше, чем шум»
- Илья Стогов. «Грешники» и «Анархия в РФ»
- Дмитрий Спирин. «Тупой панк-рок для интеллектуалов»
- Джон Кинг. «Человеческий панк»
- Генри Роллинз. «Железо»
- Ольга Аксютина. «Если я не могу танцевать, это не моя революция! DIY панк/хардкор сцена в России»
- Ричард Хэлл. «Погнали»
- Джо Мено. «Сделай погромче»
- Олег Бочаров. «Панк-энциклопедия»
- Кшиштоф Варга. «Текила»
- Андреич. «Угол. Ноль лет»

### В кинематографе
- 1977 — «Юбилей» (Великобритания)
- 1984 — «Пригород» (США)
- 1986 — «Сид и Нэнси» (Великобритания)
- 1998 — «Панки из Солт-Лэйк-Сити» (США)
- 2001 — «Что делать в случае пожара?» (Германия)
- 2001 — «Энгель и Джо» (Германия)
- 2002 — «Поваренная книга анархиста» (США)
- 2013 — «Клуб CBGB» (США).
- 2017 — «Город-Бомба» (США)

### Аниме и манга
- В аниме Battle Angel действие происходит в городе, заселённом панками и киборгами.
- В аниме и манге Nana рассказывается о панк-рок группе Blast. Также встречается упоминание о Sex Pistols, а прообразом одного из главных героев является Сид Вишес.
- В аниме и манге «Ателье „Paradise Kiss“» один из главных героев является ярым представителем панк субкультуры и вокалистом панк группы.
- В аниме «Акира» много представителей данной субкультуры.
- В аниме Detroit Metal City вокалистка панк-группы вообразила главного героя Сидом Вишесом, вернувшимся с того света.
- В аниме и манге JoJo no Kimyou na Bouken Part 5: Ougon no Kaze присутствует стенд, отсылающий на группу Sex Pistols.